# La Guitarra Brasiliana (EP, 1960)
La Guitarra Brasiliana ist das zehnte Extended-Play-Album des österreichischen Schlagersängers Freddy Quinn, das 1960 im Musiklabel Polydor (Nummer 21 772 EPH) erschien.

## Plattencover
Auf dem Plattencover ist der seine Gitarre spielende Freddy Quinn zu sehen, während er auf der Motorhaube eines grünen Pick-ups mit dem Kfz-Kennzeichen „BRASILIA D F 1 58 11“ sitzt. Das Fahrzeug mit Quinn befindet sich auf einer Landstraße, im Hintergrund sind einige Sträucher zu sehen, die diese Straße begrenzen.

## Musik
Sämtliche Stücke sind französische Übersetzungen von Quinns eigenen Liedern. La Guitarra Brasiliana stammt aus der Feder von Günter Loose und Lotar Olias, für die französische Version wurde das Lied von Jean Eigel adaptiert. Die Musik stammt von Heinz Alisch und seinem Orchester.
Près de mon cœur ist eine Übersetzung von Weit ist der Weg, das von Franck Gérald adaptiert wurde. Das Orchester stand unter der Leitung von Jacques Denjean, das Original wurde ebenfalls von Günter Loose und Lotar Olias geschrieben. Denjeans Orchester spielte ebenfalls N’importe où und Mélodie du soir, die wie La Guitarra Brasiliana von Jean Eigel adaptiert wurden. N’importe où ist eine Übersetzung des Stückls Irgendwann gibt’s ein Wiedersehn von Loose und Olias; Mélodie du soir eine Übersetzung von Melodie der Nacht von Loose, Olias und Aldo von Pinelli.

## Titelliste
Das Album beinhaltet vier Titel:
- Seite 1

1. La Guitarra Brasiliana
2. Près de mon cœur

- Seite 2

1. N’importe où
2. Mélodie du soir